# Erdmute Schmid-Christian

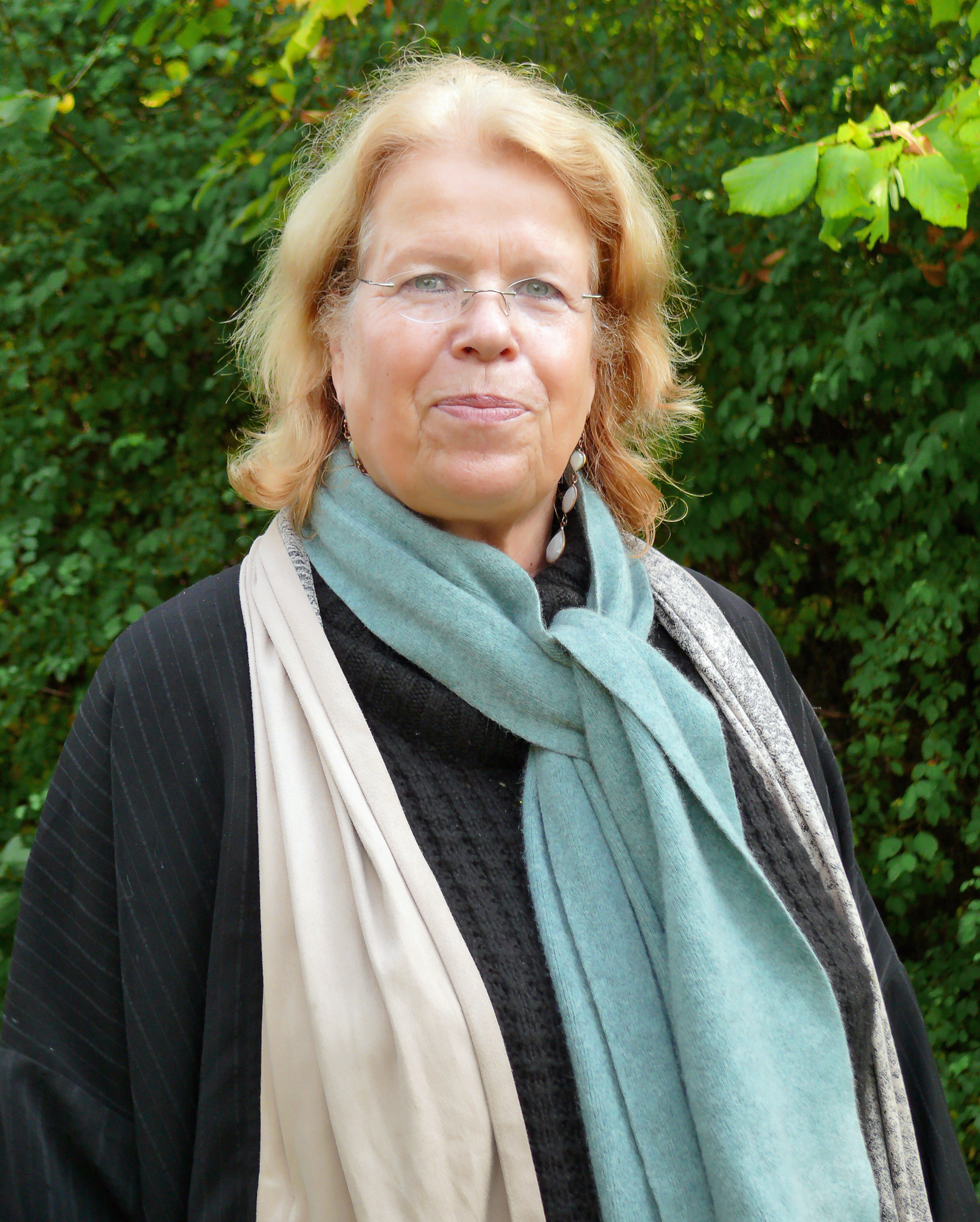
Erdmute Schmid-Christian (2014)

Erdmute Schmid-Christian (* 13. Oktober 1943 in Waren) ist eine deutsche Schauspielerin.

## Leben
Nach ihrem Schulabschluss absolvierte sie zunächst eine Ausbildung zur Krankenschwester und arbeitete daraufhin einige Jahre lang in diesem Beruf.
Sie besuchte von 1966 bis 1969 die Filmhochschule Konrad Wolf Babelsberg. Ihre ersten Rollen spielte Schmid-Christian am Berliner Ensemble sowie am Stadttheater Senftenberg. Weiterhin wirkte sie in Prenzlau und war von 1974 bis 1976 am Theater Meiningen tätig. Danach folgten Auftritte als freischaffende Schauspielerin am Theater Das Ei im Friedrichstadtpalast Berlin, sowie im Theater TiP (Theater im Palast der Republik). Bis zum Jahr 1992 wirkte sie als Schauspielerin vor der Kamera in mehr als 40 Film-und-Fernsehproduktionen mit. Seitdem ist sie hauptsächlich als christliche Missionarin tätig.
Sie war bis zu seinem Tod im Dezember 1976 einige Jahre lang mit dem Schauspieler Norbert Christian verheiratet.

## Filmografie
- 1969: Jungfer, Sie gefällt mir
- 1971: Männer ohne Bart
- 1972: Der Dritte
- 1976: Absage an Viktoria (Fernsehfilm)
- 1976: Jede Woche Hochzeitstag (Fernsehfilm)
- 1977: Der Staatsanwalt hat das Wort: Fahrspuren
- 1977: Tod und Auferstehung des Wilhelm Hausmann
- 1977: Trampen nach Norden
- 1978: Auf Station 23
- 1979: Die lange Straße
- 1979: Hochzeit in Weltzow
- 1980: Am grauen Strand, am grauen Meer
- 1980: Der Baulöwe
- 1980: Die Heimkehr des Joachim Ott (Fernsehfilm)
- 1980: Gevatter Tod
- 1980: Am Rande der Saison
- 1980: Meines Vaters Straßenbahn (Fernseh-Zweiteiler)
- 1980: Die Heimkehr des Joachim Ott
- 1980: Jadup und Boel
- 1981: Asta, mein Engelchen
- 1981: Polizeiruf 110: Der Teufel hat den Schnaps gemacht
- 1981: Jadup und Boel
- 1982: Die Gerechten von Kummerow
- 1983: Das Puppenheim in Pinnow
- 1983: Die Schöne und das Tier
- 1983: Der Scout
- 1983: Fariaho
- 1983: Olle Henry
- 1984: Bockshorn
- 1985: Die Frau und der Fremde
- 1988: Polizeiruf 110: Amoklauf (Fernsehreihe)
- 1988: Barfuß ins Bett
- 1989: Die Galgenbrücke
- 1990: Klein, aber Charlotte
- 1990: Rheinsberg
- 1990: Kartoffeln mit Stippe (Fernsehfilm)
- 1990: Der Streit um des Esels Schatten
- 1990: Willi - ein Aussteiger steigt ein (Fernsehfilm)
- 1991: Polizeiruf 110: Zerstörte Hoffnung
- 1991: Zwischen Pankow und Zehlendorf
- 1992: Schlagbaum
- 1992: Der Landarzt (Fernsehserie)